# Woog Riots
Woog Riots sind eine Musikgruppe, die aus Silvana Battisti und Marc Herbert besteht.

## Geschichte
Ihre Popkarriere startete 2002 programmatisch mit einem selbst zusammengestellten internationalen Tributealbum für die Manchester Indie-Ikone The Fall, bei dem auch ihr damaliger Bandkollege Mathias Hill (Rockformation Diskokugel) beteiligt war. Die Kompilation wurde vom Hamburger Plattenpapst Alfred Hilsberg auf dessen Label What’s So Funny About veröffentlicht. Auf What’s So Funny About erschienen in der Folge die ersten drei Alben der Woog Riots. Schnell wechselnde Bandkonstellationen führten im Jahr 2008 dazu, dass sich Silvana Battisti und Marc Herbert fortan nur noch als Duo betätigten.
In ihren englischsprachigen Dreiminuten-Garagen-Broadway-Hits behandeln die Woog Riots Phänomene aus Kultur, Pop und Politik. Auslandstourneen in den USA, Großbritannien, Finnland, Italien, Polen und den Niederlanden führten zu begeisterten Reaktionen und zu einem ständigen Anwachsen des eigenen Underground-Netzwerks. „From Lo-Fi to Disco!“ beschreibt nicht nur die Bestandteile der musikalischen Welt der Woog Riots, sondern ist auch der Name ihres 2013 gegründeten eigenen Labels. Hier erschien im gleichen Jahr ihr Album From Lo-Fi to Disco!. Das neue Betätigungsfeld bearbeiten Silvana Battisti und Marc Herbert mit so großer Begeisterung, dass hier nun auch Alben von „Umherschweifende Produzenten“ (aka Knarf Rellöm) und „The Spaghetti Wings“ veröffentlicht wurden.
Im Februar 2013 kreierten die Woog Riots ein Lied als Einladung zur Ausstellung „Powerpoint“ von Michael Riedel in den Räumen des New Yorker Top-Galeristen David Zwirner. Die New Yorker Presse beschrieb das Lied als „up-beat, euro-pop dance tune that sounds like a kid’s band version of Kraftwerk“. 2014 nahmen die Woog Riots das Lied The Story of Pop auf, das als Download-Single zusammen mit Karl Bruckmaiers gleichnamigem Buch veröffentlicht wurde.
Im März 2016 erschien ihr fünftes Album, das nach Alan Rusbridger, dem ehemaligen Chefredakteur und Herausgeber der britischen Tageszeitung The Guardian benannt ist, und in mehreren Liedern die Vorgänge um den Whistleblower Edward Snowden thematisiert.
Der Titel ihres sechsten Albums Cut-up and Paste, das im März 2019 erschien, beschreibt die Arbeitsweise der Band. „Wir nehmen vorhandene Schnipsel der Musikgeschichte und interpretieren sie komplett anders, ähnlich wie im Hiphop, nur dass wir nichts samplen, sondern alles neu machen“, erklären Silvana und Marc. So entstehen Electro-Pop-Collagen, deren Catchyness in der unperfekten Schönheit liegt. Garagen-Glam zwischen Bubblegum und Kraftwerk. Aufgenommen im heimischen Wohnzimmer, nachbearbeitet und abgemischt von Lolo Blümler und Techno-Musiker und Produzent Jörn Elling Wuttke (Alter Ego, Sensorama, Acid Jesus). Text: Biggy Pop
Collectors of Pop (2024) ist wie ein rosa Stück Kuchen, in das man schon immer beißen wollte.
Zwölf Songs so bunt wie ein Wes Anderson Film, Slogans wie auf einer Pressekonferenz von Muhammad Ali, Melodien soft wie ein Kuss von Princess Di, beschreibt das Darmstädter Indie-Pop-Duo Woog Riots sein neues Album „Collectors of Pop“ bildreich.
The Truth about Planet Earth is a bad Truth, singt der Jazzer Sun Ra. Diesen auf Rassismus bezogenen Song fanden Woog Riots in vielfacher Hinsicht treffend. Folglich haben sie eine Coverversion des Stückes in ihre frisch erschienene Popkollektion mit aufgenommen. Der Avantgarde-Free-Jazz Sun Ras wird hier in einen 3-Minuten Minimal-Pop-Song übersetzt. Als „Collectors of Pop“ besingen die beiden auf dem Album die japanische Malerin Yayoi Kusama, Bob Dylan und die italienische Radsportlegende Francesco Moser. Der Hit des Albums, Riverboat to Amsterdam, beschäftigt sich mit Silvanas Job als Kreuzfahrtleiterin auf Flussschiffen. Dieses berufliche Experiment wurde mittlerweile beendet.
Zum Pop der Woog Riots gehört auch eine Beschreibung ihrer Flitterwochen im Song Post Covid Honeymoon. Ein Highlight dieser Reise war ein Konzert von Swell Maps C21 in Edinburgh. Sänger Jowe Head (Swell Maps, Television Personalities) darf deshalb als Gast auf der Aufnahme nicht fehlen. Als zweite Coverversion des Albums beschließt The Angel of Death von Hank Williams das Pop Kaleidoskop der Woog Riots.
Musikalisch liebt das Duo Silvana Battisti und Marc Herbert auf dem neuen Album 808 Drum Sounds, Synths à la Kraftwerk, die Rhythmusgitarren der Young Marble Giants und den Gesang der Moldy Peaches. Dazu kommt Obskures wie Otamatone, Stylophone und singende Säge. Die Aufnahmen für Collectors of Pop entstanden zwischen 2020 und 2024 im Wohnzimmer Aufnahmestudio in Darmstadt, umrahmt von der eigenen Plattensammlung, Lieblingsbüchern und Filmen in den Pausen. Manchmal gab es auch rosaroten Kuchen. Die Termine zum finalen Abmischen der einzelnen Songs mit Lolo Blümler, Ironbar Studios, wurden regelmäßig zu Pop Happenings. Erst recht, wenn noch Jörn Elling Wuttke als Musical Advisor dazukam. Das nunmehr siebte Woog Riots Album erscheint auch diesmal auf dem bandeigenen Label "From Lo-Fi to Disco!". Hier veröffentlichten Silvana und Marc auch die "Beatlesquen" Modesty Blaise aus Bristol (UK), Knarf Rellöms Umherschweifende Produzenten und The Spaghetti Wings aus Hamburg.
Über die Zeit der Woog Riots beim legendären Label What's So Funny About / Zick Zack kann man in Christof Meuelers Buch über Alfred Hilsberg "Das Zickzack Prinzip" nachlesen. (Text: Thomas Waldherr)

## Pressezitate
„Die Woog Riots beweisen mal wieder, dass doch alles miteinander funktionieren kann: Pop und Politik mit Kunst und Humor so zu verbinden, dass man die ganze Zeit mitpfeifen muss und sich freut, wie poppig Kritik sein kann.“

„Ästhetisch greifen die Anti-Folk Verweise, die man "Strangelove TV", dem ersten Album des deutschitalienischen Duos nachsagte, nicht mehr, stattdessen gibt es tweeigen Rave und Disco mit Nico-Akzent.“

## Diskografie

### Alben
- 2006: Strangelove TV (CD/Vinyl, What’s So Funny About / Indigo)
- 2008: PASP (CD, What’s So Funny About / Indigo)
- 2012: Post Bomb Chronicles (CD/Vinyl, What’s So Funny About / Ritchie Records / Broken Silence)
- 2013: From Lo-Fi to Disco! (CD/Vinyl, From Lo-Fi to Disco! / Broken Silence)
- 2016: Alan Rusbridger (Vinyl, From Lo-Fi to Disco! / Broken Silence)
- 2019: Cut-up and Paste (CD/Vinyl, From Lo-Fi to Disco! / Broken Silence)
- 2024: Collectors of Pop (CD/Vinyl, From Lo-Fi to Disco! / Broken Silence)

### Singles
- 2004: King of Pop (7" Single, What’s So Funny About)
- 2009: People Working with Computers (7" Split-Single mit Schwervon!, Decoy Industry)
- 2014: The Story of Pop (Download-Single)

### Samplerbeiträge
- Perverted by Mark E. – A Tribute to The Fall – zusammengestellt von Woog Riots & Alfred Hilsberg (ZickZack / Indigo) – Beitrag: Mark E. Smith & Brix, 2004
- Spex CD # 79 – Beitrag: People Working with Computers, Juni 2008
- Musikexpress CD # 140 – Beitrag: Backstage Lemonade, September 2008
- Alexander Kluge – Chronik der Gefühle (Hörbuch, 14 CDs) – Beitrag: King Midas, 2009
- Rolling Stone Magazin CD Rare Trax Vol. 76: Kick & Rush, Berlin – Beitrag Football Round the Clock, Juni 2012